# Nijō-in no Sanuki
Nijō-in no Sanuki (jap. 二条院讃岐; * um 1141; † um 1217) war eine japanische Dichterin.
Sie wurde als Tochter von Minamoto no Yorimasa und der Tochter von Minamoto no Masayori geboren. Nijō-in no Sanuki war Hofdame des abgedankten Tennō Nijō (Nijō-in), von dem auch ihr Notname abgeleitet ist, und Frau des Heerführers und Dichters Minamoto no Yorimasa. Sie war eine der angesehensten Dichterinnen ihrer Zeit und zählt zu den Sechsunddreißig weiblichen Unsterblichen der Dichtkunst (Nyōbō Sanjūrokkasen). Einige ihrer Gedichte wurden in die Anthologie Ogura Hyakunin Isshu aufgenommen. In späteren Jahren zog sie sich als buddhistische Nonne von der Welt zurück.